# Мегрэ и дело Сен-Фиакр
«Мегрэ и дело Сен-Фиакр» (фр. Maigret et l'Affaire Saint-Fiacre) — франко-итальянский детективный фильм 1959 года, поставленный режиссёром Жаном Деланнуа по роману Жоржа Сименона «Дело Сен-Фиакр» (фр. L'Affaire Saint-Fiacre, 1932).

## Сюжет
Комиссар Мегрэ (Жан Габен) приезжает в провинциальное село Сен-Фиакр неподалёку от Мулена, где прошло его детство. Сорок лет назад его отец служил управляющим у графа де Сен-Фиакра, который умер за 10 лет до приезда Мегрэ. В детстве Мегрэ был немного влюблен в графиню. Теперь же она обратилась к нему, поскольку получила анонимное письмо такого содержания: «Час расплаты настал. Ты умрёшь до утренней мессы». Мегрэ проводит вечер в замке, однако графиня, страдающая от болезни сердца, не может с ним поужинать. Мегрэ, готовый к любым неожиданностям, засыпает в кресле и просыпается в 07:20. Графиня уже в церкви. Он идет туда, видит, как графиня принимает от священника святое причастие, а потом садится на скамейку; через несколько минут Мегрэ подходит к графине и касается её плеча — она мертва.
Мегрэ удручен тем, что ему не удалось предотвратить смерти графини, и начинает расследование. Он разговаривает с управляющим, который сетует на разорение хозяйства: много земель распроданы, сам замок заложен. Управляющий винит во всем нынешнего секретаря графини Люсьена Сабатье, который по совместительству был и её любовником. Сабатье пишет критические статьи по искусству в газету Мулена; он убедил графиню продать произведения искусства, хранившиеся во дворце, и часть мебели. Сын графини Морис постоянно занимает деньги у матери и живёт, не считаясь с затратами в Париже. Он неожиданно приезжает в Сен-Фиакр, ничего не зная о разыгравшейся драме. Морис возмущён публикацией в газете Мулена ложного сообщения о его самоубийстве — вероятно, эта публикация и вызвала смерть графини. Он также упрекает священника в том, что тот постоянно стыдил её за нежные отношения с секретарями и грозил вечными муками.
Мегрэ приходит в редакцию и узнаёт, что ложное сообщение пришло не из Парижа, как все думали сначала, а из Мулена. В доме священника он находит требник графини, в который кто-то подложил вырезку из газеты с сообщением о самоубийстве её сына. Мегре собирает в замке врача графини, управляющего и его сына (протеже графини, которая относилась к нему как к родному сыну), кюре, графа Мориса, секретаря Люсьена Сабатье и его адвоката. Все эти люди несут моральную ответственность за убийство; главным движущим мотивом были деньги. На этой последней встрече Мегре называет имя того, кто подложил вырезку в молитвенник и стал, таким образом, убийцей графини.

## В ролях
| Жан Габен        | ···· | комиссар Мегрэ       |
| Мишель Оклер     | ···· | Морис де Сен-Фиакр   |
| Валентина Тессье | ···· | графиня де Сен-Фиакр |
| Робер Ирш        | ···· | Люсьен Сабатьє       |
| Поль Фронкер     | ···· | доктор Бушардон      |
| Жак Морель       | ···· | метр Молеон          |

| Мишель Витольд     | ···· | аббат Жоде          |
| Габриель Фонтан    | ···· | Мария Татен         |
| Жан-Пьерр Гранваль | ···· | журналист           |
| Камиль Герини      | ···· | Готье               |
| Жак Иллинг         | ···· | официант кафе       |
| Мишлин Люссьйони   | ···· | Арлетт, проститутка |